# نماز میت
نماز میت (عربی: صلاة الجنازة) بخشی از مراسم تشییع جنازه در اسلام است. نماز به جماعت برای استغفار و آمرزیده شدن شخص درگذشته و همه مسلمانان مرده خوانده می‌شود. نماز میت یک واجب کفایی بر مسلمانان است، یعنی اگر برخی از مسلمانان مسئولیت انجام آن را بر عهده بگیرند، واجب انجام می‌شود، اما اگر کسی آن را انجام نداد، همه مسلمانان پاسخگو خواهند بود.
وقتی مسلمانی هر چند کودک، از دنیا می‌رود، پس از غسل دادن و کفن کردن، باید بر پیکر او نماز خواند. گرچه نام «نماز میت» بر آن گفته شده، ولی در واقع یک دعاست چراکه رکوع و سجود و تشهد و سلام ندارد (اهل سنت سلام می‌دهند) و وضو و غسل و تیمم داشتن شرط نیست و پاک بودن بدن نمازگزار هم لازم نمی‌باشد. اگر چه بهتر است شرایط نماز را داشته باشد.

## دستور نماز میت
تکبیر اول - شهادتین
أَشْهَدُ أَنْ لَا إِلٰهَ إِلَّا ٱللَّٰهُ وَحْدَهُ لَا شَرِیکَ لَهُ وَأَشْهَدُ أَنَّ مُحَمَّدًا عَبْدُهُ وَرَسُولُهُ أَرْسَلَهُ بِٱلْحَقِّ بَشِیرًا وَنَذِیرًا بَیْنَ یَدَیِ ٱلسَّاعَةِ
تکبیر دوم - صلوات بر پیامبر اسلام
ٱللَّٰهُمَّ صَلِّ عَلَیٰ مُحَمَّدٍ وَآلِ مُحَمَّدٍ وَبَارِکْ عَلَیٰ مُحَمَّدٍ وَآلِ مُحَمَّدٍ وَٱرْحَمْ مُحَمَّدًا وَآلَ مُحَمَّدٍ کَأَفْضَلِ مَا صَلَّیْتَ وَبَارَکْتَ وَتَرَحَّمْتَ عَلَیٰ إِبْرَاهِیمَ وَآلِ إِبْرَاهِیمَ إِنَّکَ حَمِیدٌ مَجِیدٌ وَصَلِّ عَلَیٰ جَمِیعِ ٱلْأَنْبِیَاءِ وَٱلْمُرْسَلِینَ وَٱلشُّهَدَاءِ وَٱلصِّدِّیقِینَ وَجَمِیعِ عِبَادِ ٱللَّٰهِ ٱلصَّالِحِینَ
تکبیر سوم - دعا برای همهٔ مؤمنان
ٱللَّٰهُمَّ ٱغْفِرْ لِلْمُؤْمِنِینَ وَٱلْمُؤْمِنَاتِ وَٱلْمُسْلِمِینَ وَٱلْمُسْلِمَاتِ ٱلْأَحْیَاءِ مِنْهُمْ وَٱلْأَمْوَاتِ تَابِعْ ٱللَّٰهُمَّ بَیْنَنَا وَبَیْنَهُمْ بِٱلْخَیْرَاتِ إِنَّکَ مُجِیبُ ٱلدَّعَوَاتِ إِنَّکَ عَلَیٰ کُلِّ شَیْءٍ قَدِیرٌ
تکبیر چهارم - دعا برای شخص درگذشته (میت مرد)
ٱللَّٰهُمَّ إِنَّ هٰذَا عَبْدُکَ وَٱبْنُ عَبْدِکَ وَٱبْنُ أَمَتِکَ نَزَلَ بِکَ وَأَنْتَ خَیْرُ مَنْزُولٍ بِهِ ٱللَّٰهُمَّ إِنَّا لَا نَعْلَمُ مِنْهُ إِلَّا خَیْرًا وَأَنْتَ أَعْلَمُ بِهِ مِنَّا ٱللَّٰهُمَّ إِنْ کَانَ مُحْسِنًا فَزِدْ فِی إِحَسَانِهِ وَإِنْ کَانَ مُسِیئًا فَتَجَاوَزْ عَنْهُ وَٱغْفِرْ لَهُ ٱللَّٰهُمَّ ٱجْعَلْهُ عِنْدَکَ فِی أَعْلَیٰ عِلِّیِّینَ وَٱخْلُفْ عَلَیٰ أَهْلِهِ فِی ٱلْغَابِرِینَ وَٱرْحَمْهُ بِرَحْمَتِکَ یَا أَرْحَمَ ٱلرَّاحِمِینَ
تکبیر چهارم - دعا برای شخص درگذشته (میت زن)
ٱللَّٰهُمَّ إِنَّ هٰذِهِ أَمَتُکَ وَٱبْنَةُ عَبْدِکَ وَٱبْنَةُ أَمَتِکَ نَزَلَتْ بِکَ وَأَنْتَ خَیْرُ مَنْزُولٍ بِهِ ٱللَّٰهُمَّ إِنَّا لَا نَعْلَمُ مِنْهَا إِلَّا خَیْرًا وَأَنْتَ أَعْلَمُ بِهَا مِنَّا ٱللَّٰهُمَّ إِنْ کَانَتْ مُحْسِنَةً فَزِدْفِی إِحْسَانِهَا وَإِنْ کَانَتْ مُسِیئَةً فَتَجَاوَزْ عَنْهَا وَٱغْفِرْلَهَا ٱللَّٰهُمَّ ٱجْعَلْهَا عِنْدَکَ فِی أَعْلَیٰ عِلِّیِّینَ وَٱخْلُفْ عَلَیٰ أَهْلِهَا فِی ٱلْغَابِرِینَ وَٱرْحَمْهَا بِرَحْمَتِکَ یَا أَرْحَمَ ٱلرَّاحِمِینَ